# Juliette Verhaegen
Juliette Verhaegen (née le 30 décembre 1872 à Bruxelles et morte le 15 novembre 1955 à Saint-Gilles) consacre sa vie à la défense des enfants, elle contribue à l'adoption de la première loi sur la protection de la jeunesse qui abandonne la répression en faveur de la protection des mineurs. Elle est prisonnière de guerre durant la Première Guerre mondiale.

## Biographie
Eugénie Juliette Verhaegen est née le 30 décembre 1872 à Bruxelles. Ses parents, Johan George Verhaegen (1849-1875) et Maria Rommel (1848-1876) décèdent alors qu'elle a à peine 3 ans. Elle est élevée par ses grands-parents paternels avec sa sœur Valentine. Elle est l'arrière petite-fille de Pierre-Théodore Verhaegen (1796-1862), fondateur de l'Université libre de Bruxelles et franc-maçon. Elle fréquente l'école du Sacré Cœur de Jette.
Elle épouse le comte Henri Carton de Wiart (1869-1951) le 21 avril 1897. Le couple aura six enfants, cinq filles et deux garçons. Son mari sera par la suite député et plusieurs fois ministre, il est un des pionniers de la démocratie chrétienne.
Juliette Verhaegen accompagne son mari dans ses voyages et découvre les tribunaux pour enfants aux États-Unis en 1904. Dès lors, elle se consacre à la protection de l'enfance et s'implique dans les projets défendus par son mari député, au Parlement. En 1910, elle participe avec lui au Congrès pénitentiaire international à Washington en 1910 où elle retrouve Ovide Decroly, un autre défenseur des enfants.
En mars 1911, Juliette Verhaegen est nommée à la Commission royale des patronages. 
Elle participe activement à l'élaboration de la loi sur la protection de l'enfance qui est adoptée le 15 mai 1912 . (Si la loi porte le nom d'Henri Carton de Wiart qui l'a fait voter, elle est familièrement appelée lex Julia en raison de l'investissement de celle-ci).  
La loi remplace le système de punition par un système de protection de la jeunesse, abandonne la sanction pénale et crée des juridictions spécialisées pour l'enfance chargées non plus de punir mais de protéger les jeunes par des mesures de garde, d'éducation et de préservation . 
Julie Verhaegen est déléguée à l'Office de protection de l'enfance, dès sa création en octobre 1912.
Pendant la Première Guerre mondiale, Henri Carton de Wiart qui est alors ministre de la Justice, suit le gouvernement belge au Havre tandis que Juliette Verhaegen reste à Bruxelles où elle participe à différentes œuvres patriotiques. Elle est arrêtée en mai 1915 car les Allemands la soupçonnent de faire de la résistance sous couvert de ses activités caritatives. Elle est accusée d'avoir transmis des lettres aux soldats, favorisé le passage de la frontière à de jeunes volontaires et diffusé une lettre du Cardinal Mercier. Elle est condamnée à trois mois et demi de prison et est incarcérée à la prison de la Barnimstrasse de Berlin.
Pendant sa détention, elle traduit Forty years of it de l'ambassadeur Brand Whitlock qui paraît en 1917 sous le titre Un Américain aujourd'hui. Scènes de la vie publique et privée aux Etats-Unis et sera réédité quatre fois en raison de son succès et rencontre Rosa Luxemburg dont elle devient l'amie.
À sa libération, Juliette Verhaegen rejoint son mari au Havre et reprend ses activités caritatives en faveur des enfants belges évacués et réfugiés à partir de 1915 en Suisse et en France, principalement dans des colonies scolaires.
Après la guerre, elle devient présidente de la Commission permanente des congrès d'assistance publique et privée, présidente de l'Union internationale des juges d'enfants et présidente de la Commission administrative de l'Institution royale de Messine. 
En 1920, elle fonde le Home familial pour jeunes gens inadaptés à Uccle et en assure la présidence jusqu'à la Seconde guerre mondiale. 
Elle préside aussi la Commission enfance du Conseil national des femmes belges à partir de 1919. Elle n'est cependant pas une fervente féministe et se concentre sur la cause des enfants.
Elle participe à l'Union belge pour la Société des Nations où elle œuvre en faveur de la paix.
Juliette Verhaegen montre également un grand intérêt pour la culture. Elle fréquente des peintres et des écrivains, est proche d'Emile et Marthe Verhaeren. Elle fonde la Diffusion artistique des Musées royaux des Beaux-Arts qui organise des conférences de vulgarisation dans les musées.
Juliette Verhaegen décède le 15 novembre 1955 à Saint-Gilles, à l'âge de 82 ans.
Les archives de la famille Carton de Wiart ont été versées aux Archives de l’État belge.

## Distinctions
- Chevalier de la Légion d'honneur[3],
- Commandeur de l'Ordre de Léopold II[9],
- Officier de l'Ordre de Léopold avec lisérés d'or[9]
- Titulaire de la médaille commémorative de la guerre 1914-1918 et de la Médaille de la Victoire[3]
- Dame de l'ordre des Dames nobles de Marie-Louise[9]
- Ve classe (Croix de chevalier) de l'Ordre Polonia Restituta[9]